# Appendicularia thymifolia
Appendicularia es un género monotípico de plantas con flores pertenecientes a la familia Melastomataceae. Su única especie, Appendicularia thymifolia, es originaria de Brasil donde se encuentra en la Amazonia en Amapá.

## Taxonomía
Appendicularia thymifolia fue descrita por (Bonpl.) DC. y publicado en Prodromus Systematis Naturalis Regni Vegetabilis 3: 114, en el año 1828.
Sinonimia
- Rhexia thymifolia Bonpl.